# Мирненська сільська рада (Калинівський район)
| Мирненська сільська рада — сільська рада у складі Калинівського району Вінницької області. Сільській раді підпорядковані населені пункти: - с. Мирне - с. Забара - с. Польова Лисіївка |

## Склад ради
Рада складається з 16 депутатів та голови.

## Керівний склад сільської ради
| ПІБ                         | Основні відомості                                                                     | Дата обрання | Дата звільнення |
| --------------------------- | ------------------------------------------------------------------------------------- | ------------ | --------------- |
| Бондарець Василь Васильович | Сільський голова, 1959 року народження, освіта середня загальна, член народної партії | 26.03.2006   | 31.10.2010      |
| Бондарець Василь Васильович | Сільський голова, 1959 року народження, освіта вища, член Партії регіонів             | 31.10.2010   |                 |

Примітка: таблиця складена за даними джерела